# Трновачко језеро
Трновачко језеро је горско језеро у Црној Гори. Налази се на 1.517 метара надморске висине. Језеро је највјероватније ледничког поријекла. Током зиме језеро је често смрзнуто, уз обилан снијег који се зна задржати и до љета. Језеро је у потпуности окружено планинским масивима, чији врхови прелазе 2000 м. Планине које окружују Трновачко језеро су: Маглић, Биоч, Волујак, Власуља, Трновачки Дурмитор.
У непосредној близини, подно Маглића се налази прашума Перућица (БиХ) с ендемичним врстама биљног и животињског свијета. Такође, у близини је и Национални парк Сутјеска, у БиХ.
Трновачко језеро је често исходна тачка планинара за даље циљеве, између осталог, на Маглић (2386 м).